# Amazon Sidewalk
Amazon Sidewalk és un protocol de comunicació sense fils de llarg abast de baix ample de banda desenvolupat per Amazon. Utilitza Bluetooth Low Energy (BLE) per a comunicacions de curta distància, i LoRa de 900 MHz i altres freqüències per a distàncies més llargues.
El setembre de 2019, Amazon va anunciar la xarxa Amazon Sidewalk i un collar domèstic per a mascotes anomenat Fetch (desenvolupat juntament amb Tile) com el primer dispositiu que utilitzaria la xarxa. La xarxa està formada pels altaveus intel·ligents Echo dels clients existents que actuen com a pont entre Sidewalk i Internet.
El setembre de 2020, Amazon va començar a buscar desenvolupadors de maquinari per associar-se i desenvolupar dispositius per a la xarxa.
El maig de 2021, Amazon i Tile van anunciar plans per utilitzar Sidewalk per competir amb el dispositiu de seguiment AirTag i el servei d'ubicació associat d'Apple.
Amazon va llançar la xarxa als EUA el 8 de juny de 2021.

## Tecnologia
Amazon Sidewalk fusiona diversos protocols de xarxa sense fil de capa física i els presenta en una única capa d'aplicació que anomenen "Capa d'aplicació Sidewalk".
Tecnologies de transmissió:
- Bluetooth Low Energy per a distàncies curtes i eficiència de la bateria.
- LoRa per a una comunicació de baix consum a llarg abast.
- Tecla de canvi de freqüència a 900 MHz, destinada a interactuar amb electrodomèstics antics com els obreres de portes de garatge.